# Gare de Neau
La gare de Neau est une gare ferroviaire française de la ligne de Paris-Montparnasse à Brest. Elle est située sur le territoire de la commune de Neau, dans le département de la Mayenne en région Pays de la Loire.
C'est aujourd'hui une halte ferroviaire de la Société nationale des chemins de fer français (SNCF), desservie par des trains express régionaux TER Pays de la Loire, circulant entre les gares du Mans et de Rennes ou Laval.

## Situation ferroviaire

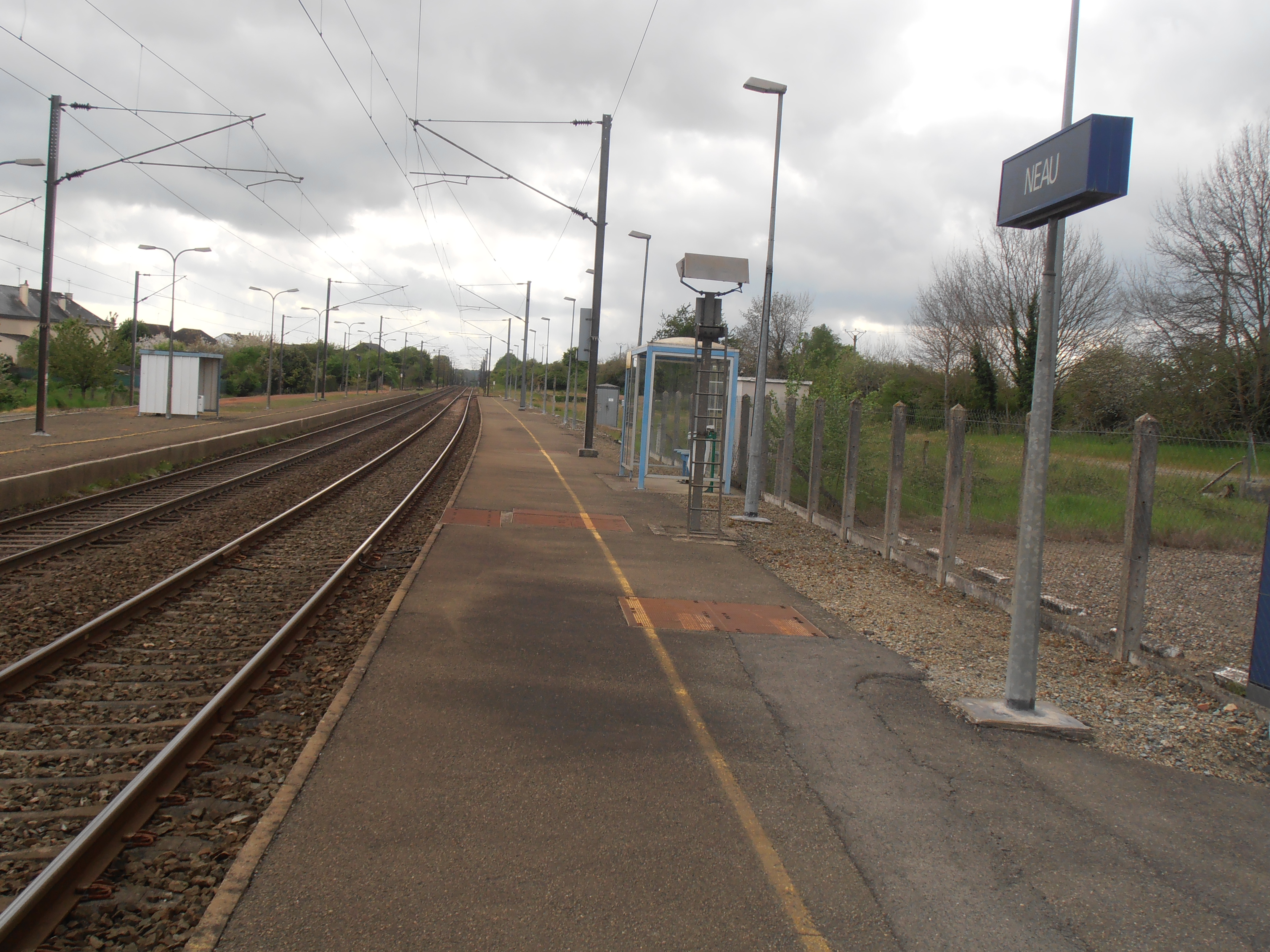
Les voies vers Laval en 2013

Établie à 92 m d'altitude, la gare est située au point kilométrique 275,542 de la ligne de Paris-Montparnasse à Brest, entre les gares d'Évron et Montsûrs.

## Service des voyageurs

### Accueil
Halte SNCF, c'est un point d'arrêt non géré (PANG) à entrée libre.

### Desserte
Neau est desservie par des trains TER Pays de la Loire, circulant entre les gares du Mans et de Rennes ou Laval.

### Intermodalité
Un parc pour les vélos y est aménagé.